# The Prime Movers
The Prime Movers byla americká hudební skupina, založená v roce 1965 v Ann Arbor ve státě Michigan. Původní členové skupiny byli Michael Erlewine (zpěv, harmonika), Dan Erlewine (kytara), Robert Sheff (klávesy), Robert Vinopal (baskytara) a Michael Wynn (bicí). Vinopala později nahradil Jack Dawson a Wynna bubeník James Osterberg, který se později proslavil jako zpěvák skupiny The Stooges a ještě později jako sólový umělec pod jménem Iggy Pop.